# VFC
VFC is een Nederlandse amateurvoetbalclub uit Vlaardingen, opgericht op 28 oktober 1913. Het eerste elftal zaterdag van de club speelt in de Tweede klasse zaterdag (2025/26).

## Historie

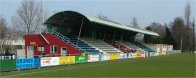
De tribune van voetbalclub VFC in Vlaardingen in 2007

Op 1 juli 1904 werd de Vlaardingsche Football Club (VFC) opgericht. Deze behaalde drie kampioenschappen maar wist de stap naar de tweede klasse niet te maken. In september 1913 werd de club opgenomen door de Rotterdamsche Voetbalvereeniging Door Vereeniging Sterk (DVS), opgericht op 1 oktober 1903. Deze fusieclub ging als DVS zowel in Rotterdam met het eerste team als in Vlaardingen met het tweede team spelen. Vanwege problemen met de accommodatie en de wens om cricket toe te voegen fuseerde de club in augustus 1919 met C en VC Hermes tot Hermes DVS.
De samenvoeging, in feite een overname van VFC door DVS, viel in Vlaardingen niet goed en vanuit het in Vlaardingen spelende tweede team (eigenlijk het oude team van VFC) werd de samenwerking gezocht met de kwakkelende club VFC Olympia (opgericht in 1898). De samenwerking werd op 28 oktober 1913 beklonken met de oprichting van de nieuwe club VFC Olympia, die in 1914 vanwege de aanwezigheid van vooral oud-VFC'ers omgedoopt werd naar VFC; wel vaak nog aangeduid als VFC (Olympia). De club begon met 17 leden in de Rotterdamse Voetbalbond, en promoveerde enkele jaren later naar de Nederlandse Voetbalbond, de huidige KNVB. Op 30 juni 1932 werd voor de voetbalvereniging een nieuw voetbalveld aan de Groeneweg te Vlaardingen geopend waarbij duizenden voetballiefhebbers zich verzamelden rond het nieuwe veld.
Tot in 1943 speelde VFC op deze accommodatie met wisselend succes, waarna de club verhuisde naar het huidige sportterrein aan de Sportlaan. In het seizoen 1943/44 promoveerde VFC voor het eerst in haar bestaan naar de Tweede klasse KNVB. Het volgende seizoen (1944/45) werd de competitie stilgelegd in verband met de laatste fase van de Tweede Wereldoorlog.
In 1943 is ook een tribune aangelegd, maar dit gebouw brandde in 1947 tot de grond toe af. In 1948 werd een nieuwe tribune gebouwd in Engelse stijl.
Rond april 1948 wordt er een atletiek tak opgericht door VFC.
In 1959 wordt er een plan gemaakt om de voetballers in de lege zomermaanden bezig te houden. Het volgende jaar is Vlaardingen een honkbalclub rijker onder de naam VFC.
In 1969 splits de honkbal tak zich af, en gaat verder als S.C. Vlaardingen Holy. 
In het seizoen 2010/11 wordt de tribune uit 1948 gesloopt. Daarvoor in de plaats is een nieuwe tribune gebouwd, deze is eind mei 2011 opgeleverd.
Aan het begin van het seizoen 2014/15 is de business club 'Kwekkers van stand' opgericht. Met behulp van deze business club hoopt VFC de jeugdopleiding verder te kunnen ontwikkelen en de leden optimale faciliteiten te kunnen bieden.

## De supporters
VFC kende vanaf de beginjaren al een trouwe aanhang. Eenmaal per seizoen werkte de zondag Kwekkers een wedstrijd af op zaterdagavond. Het 'avondje VFC' stond regionaal bekend als publiekstrekker waarbij de KwekkerDome in een ontneembare vesting veranderde. 
De zaterdag tak van de vereniging werd bij de oprichting, door het groot aantal jeugdteams, verplicht om de thuiswedstrijden om 17.00 uur af te werken. Zodoende is het 'avondje VFC' van een jaarlijks evenement veranderd in een evenement dat om de week plaatsvindt. 
Een groot deel van de supporters staat tijdens thuiswedstrijden van VFC op Vak-T. Deze naam hebben ze te danken aan terras waarop de vaste kern van de club te vinden is in de KwekkerDome. Op het middenterras staan de fanatiekelingen en is in de volksmond beter bekend als Vakkie-T. In het seizoen 2021-2022 is Vak-T tot officieel sfeervak van VFC uitgeroepen.

## Sponsors
| Periode   | Kledingsponsor | Shirtsponsor (zondag)      | Shirtsponsor (zaterdag)    |
| --------- | -------------- | -------------------------- | -------------------------- |
| 1982-1985 | Masita         | Evag                       | Geen representatief elftal |
| 1985-1987 | Masita         |                            | Geen representatief elftal |
| 1987-1991 | Masita         | Cleton & Meijer            | Geen representatief elftal |
| 1991-2011 | Masita         |                            | Geen representatief elftal |
| 2011-2014 | Masita         | Incassobureau Cashcontrol  | Geen representatief elftal |
| 2014-2017 | Masita         | Delta Hotel                | Geen representatief elftal |
| 2017-2019 | Masita         | Delta Hotel                | Kapsalon Arachne           |
| 2019-2022 | Masita         | Delta Hotel                | JGK Ravenstijn             |
| 2022-2023 | Masita         | EuroForwarding             | LasCentrum                 |
| 2023-2024 | JAKO           | EuroForwarding             | LasCentrum                 |
| 2024-2025 | JAKO           | Geen representatief elftal | LasCentrum                 |
| 2025-2029 | JAKO           | Geen representatief elftal | LasCentrum                 |

## Erelijst
Competitie
| Elftal     | Klasse        | Kampioen | Promotie (via na-competitie) |
| ---------- | ------------- | -------- | ---------------------------- |
| Zaterdag 1 | Derde klasse  | 2022     | -                            |
| Zaterdag 1 | Vierde klasse | 2019     | -                            |

| Elftal   | Klasse                                   | Kampioen                                   | Promotie (via na-competitie) |
| -------- | ---------------------------------------- | ------------------------------------------ | ---------------------------- |
| Zondag 1 | Tweede klasse                            | 1959, 1960 en 1961                         | -                            |
| Zondag 1 | Derde klasse                             | 1941, 1943, 1944, 1950, 1955, 1979 en 2014 | 2012                         |
| Zondag 1 | Vierde klasse                            | -                                          | 1974, 1990 en 2006           |
| Zondag 1 | Rotterdamsche Voetbalbond: Eerste klasse | 1916                                       | -                            |
| Zondag 1 | Rotterdamsche Voetbalbond: Tweede klasse | -                                          | 1915                         |

Bekertoernooien
| Elftal     | Beker               | Seizoen   | Behaalde ronde | Bijzonderheden: |
| ---------- | ------------------- | --------- | -------------- | --------------- |
| Zaterdag 1 | KNVB beker Amateurs | 2017-2018 | 2e ronde       |                 |
| Zaterdag 1 | KNVB beker Amateurs | 2018-2019 | 4e ronde       |                 |
| Zaterdag 1 | KNVB beker Amateurs | 2019-2020 | Poulefase      | 2e plaats       |
| Zaterdag 1 | KNVB beker Amateurs | 2020-2021 | Poulefase      | 2e plaats       |
| Zaterdag 1 | KNVB beker Amateurs | 2022-2023 | Poulefase      | 2e plaats       |
| Zaterdag 1 | KNVB beker Amateurs | 2023-2024 | Poulefase      | 2e plaats       |

| Elftal   | Beker                 | Seizoen   | Behaalde ronde | Bijzonderheden:     |
| -------- | --------------------- | --------- | -------------- | ------------------- |
| Zondag 1 | Landelijke KNVB beker | 1916-1917 | 1e ronde       | Feyenoord - VFC 2-0 |
| Zondag 1 | KNVB beker Amateurs   | 1942-1943 | 2e ronde       | -                   |
| Zondag 1 | KNVB beker Amateurs   | 2011-2012 | Poulefase      | 2e plaats           |
| Zondag 1 | KNVB beker Amateurs   | 2012-2013 | Poulefase      | 4e plaats           |
| Zondag 1 | KNVB beker Amateurs   | 2013-2014 | Poulefase      | 3e plaats           |
| Zondag 1 | KNVB beker Amateurs   | 2014-2015 | Poulefase      | 4e plaats           |
| Zondag 1 | KNVB beker Amateurs   | 2015-2016 | 2e ronde       | -                   |
| Zondag 1 | KNVB beker Amateurs   | 2016-2017 | Poulefase      | 3e plaats           |
| Zondag 1 | KNVB beker Amateurs   | 2017-2018 | Poulefase      | 4e plaats           |
| Zondag 1 | KNVB beker Amateurs   | 2018-2019 | Poulefase      | 3e plaats           |
| Zondag 1 | KNVB beker Amateurs   | 2019-2020 | Poulefase      | 3e plaats           |
| Zondag 1 | KNVB beker Amateurs   | 2020-2021 | Poulefase      | 3e plaats           |
| Zondag 1 | KNVB beker Amateurs   | 2022-2023 | Poulefase      | 2e plaats           |
| Zondag 1 | KNVB beker Amateurs   | 2023-2024 | Poulefase      | 2e plaats           |

| Elftal     | Beker                           | Kampioen                          | Runner-up                                        |
| ---------- | ------------------------------- | --------------------------------- | ------------------------------------------------ |
| Zaterdag 1 | Vlaardings kampioenschap        | 2022                              | 2019                                             |
| Zaterdag 1 | Supercup Schiedam/Vlaardingen   | -                                 | 2023                                             |
| Zondag 1   | Vlaardings kampioenschap        | 1977 (w.n.s.), 1984, 1998 en 2016 | 1978, 1980, 1986, 1987, 1990, 1995, 2000 en 2005 |
| Zondag 1   | Supercup (Vlaardingen/Schiedam) | 1998, 2017                        | -                                                |

- In 2012 heeft Zondag 1 de finale behaald maar niet gespeeld, wegens promotie wedstrijden. SV CWO nam daardoor de plaats over in de finale.

Onderscheiding
- KNVB ARAG fairplay certificaat
- KNVB Sportiviteit en Respect certificaat

## Competitieresultaten 2017-heden (zaterdag)
| 3 4F |

| 1 4E |

| 4* 3D |

| 3* 3D |

| 1 3D |

| 8 2E |

| 2 2D |

| 4 2D |

| - 2 |

- = Dit seizoen werd stopgezet vanwege de uitbraak van het coronavirus. Er werd voor dit seizoen geen officiële eindstand vastgesteld.

| Tweede divisie | Derde divisie | Vierde divisie | Eerste klasse |
| Tweede klasse  | Derde klasse  | Vierde klasse  | Vijfde klasse |

## Competitieresultaten 1913–2024 (zondag)
| - |

| - |

| 1 |

| 2 3B |

| 3 3B |

| 1 3A |

| 4 3C |

| 2 3E |

| 3 3E |

| 3 3G |

| 2 3C |

| 3 3D |

| 4 3D |

| 7 3D |

| 3 3B |

| 6 3B |

| 9 3C |

| 9 3C |

| 3 3D |

| 6 3B |

| 8 3C |

| 4 3C |

| 6 3D |

| 3 3C |

| 6 3C |

| 4 3C |

| 2 G |

| 1 3C |

| 2 3C |

| 1 3C |

| 2 3C |

|  |

| 10 2A |

| 8 2A |

| 8 2B |

| 10 2B |

| 2 3C |

| 5 3C |

| 7 3C |

| 6 3C |

| 3 3D |

| 1 3D |

| 8 2A |

| 7 2B |

| 4 2A |

| 1 2A |

| 1 2B |

| 1 2B |

| 11 1B |

| 2 2A |

| 6 2B |

| 10 2A |

| 3 2B |

| 9 2B |

| 9 2A |

| 12 2A |

| 12 3D |

| 2 4F |

| 5 4D |

| 6 4D |

| 2 4C |

| 9 3C |

| 5 3D |

| 4 3C |

| 6 3C |

| 1 3C |

| 7 2B |

| 7 2B |

| 3 2A |

| 11 2B |

| 5 3D |

| 7 3D |

| 9 3C |

| 9 3A |

| 12 3C |

| 4 4G |

| 4 4G |

| 8 3D |

| 10 3D |

| 2 3D |

| 12 3D |

| 8 4G |

| 5 4D |

| 5 4D |

| 10 4D |

| 2 4G |

| 3 4D |

| 3 4H |

| 2 4F |

| 3 4E |

| 2 4F |

| 5 4E |

| 2 4E |

| 5 3C |

| 4 3C |

| 3 3B |

| 10 3B |

| 9 3B |

| 2 3B |

| 12 2D |

| 1 3B |

| 8 2D |

| 7 2D |

| 6 2D |

| 10 2D |

| 7 2D |

| (10) 2D |

| (2) 2D |

| 5 2D |

| 3 2C |

| 13 2B |

| Eerste klasse | Tweede klasse | Derde klasse | Vierde klasse | Eerste klasse RVB | Noodcompetitie |

In elke staaf van de grafiek staat van boven naar beneden vermeld: 
- Eindnotering

Dit is de positie die de club heeft bereikt in de competitie, zonder eventuele beslissings-, play-off- of nacompetitiewedstrijden die nodig zijn geweest om bijvoorbeeld de kampioen van de competitie te bepalen.
Indien een * achter het getal staat is de notering een tussenstand en kan het zijn dat de notering niet overeenkomt met de uiteindelijke eindstand van de competitie.
Staat er een - dan is het seizoen nog bezig en is er geen definitieve uitslag bekend.
Staat er xx op de positie van de notering, dan heeft de club vroegtijdig de competitie verlaten. Dit kan onder andere komen door terugtrekking van het team, faillissement van de club of door een uitgedeelde straf van de KNVB. In veel gevallen staat elders in het artikel de reden vermeld.
Staat er een ? dan is het resultaat uit het verleden onbekend, en is alleen de competitie of het niveau bekend van dat seizoen.
In de seizoenen 2019/20 en 2020/21 werd wegens de coronacrisis het amateurvoetbal afgebroken. Daardoor kennen deze staven geen eindklassering (middels -- weergegeven).
- Competitieniveau en afdelingsletter of Officiële eindstand Eredivisie
  - Competitieniveau en afdelingsletter

Hierbij geeft het getal het niveau weer, dat ook terug te vinden is in de legenda. De letter is de afdelingsaanduiding en wordt gebruikt wanneer er meer afdelingen zijn op hetzelfde niveau. De afdelingsletter is altijd een hoofdletter en wordt meestal zonder nummer gebruikt.
Voorbeeld: 2F is niveau 2e klasse competitie F.
Het competitieniveau en nummer wordt niet vermeld wanneer er slechts één competitie van dit niveau was.
  - Officiële eindstand Eredivisie (getal staat tussen haakjes vermeld)

Sinds de introductie van play-offwedstrijden voor Europees voetbal na afloop van de reguliere competitie in 2005/06, is de KNVB verplicht een eindstand van de Eredivisie door te geven aan de UEFA aan de hand van deze play-offwedstrijden.
Bij deze eindstand staan clubs die zich hebben gekwalificeerd voor Europees voetbal hoger dan clubs die zich niet wisten te kwalificeren. Indien er geen verschil was tussen de eindnotering en de officiële eindstand, staat dit getal niet vermeld.

- Onderafdeling

Hier staat afgekort de naam van de onderafdeling indien de club in dat jaar in een onderafdeling uitkwam. Tevens staat deze afkorting in de legenda en wordt gelinkt naar het artikel over deze onderafdeling. Deze afkorting wordt alleen vermeld wanneer de club in het verleden in verschillende onderafdelingen heeft gespeeld. Deze vermelding is in de staaf altijd in kleine letters. Deze onderafdelingen zijn na het seizoen 1995/96 afgeschaft. Heeft de club in slechts één onderafdeling gespeeld, dan is dit alleen terug te vinden in de legenda.
Onder de staaf staat het jaartal vermeld waarin het seizoen is afgesloten. 15 verwijst naar het seizoen 2014/15 of eventueel het seizoen 1914/15.
Wanneer een staaf leeg is, zijn deze gegevens niet bekend. Het kan ook zijn dat de club dat seizoen niet heeft meegespeeld op het hogere amateurniveau, vroegtijdig de competitie heeft verlaten of uit de competitie is gezet.

In het seizoen 1944/45 was er wegens de Tweede Wereldoorlog geen regulier competitievoetbal.
- Seizoen 2019-2020 en 2020-2021 nietig verklaart i.v.m. de COVID-19 uitbraak.

## Trainers
Zaterdag:
- 2017-2019: Bas van Loenen
- 2019-2020: Bas van Loenen en Jeff Stans
- 2020-2024: Bas van Loenen en Najim Nasri
- 2024-2025: Sieme Zijm en Najim Nasri
- 2025-heden: Delano a Cohen en Najim Nasri

Zondag:
- 1949-1954: Chris Jans
- 1954-1955: Tinus van der Pijl
- 1955-1956: Chris Jans
- 1956-1957: Coen Poulus
- 1957-1958: Arie van Diggelen
- 1962-1964: Piet van Geest
- 1964-1965: Chris Jans
- 1965-1967: Willem de Zwart
- 1967-1970: Aad de Held
- 1970-1973: Wolter Bos
- 1973-1975: Leen Pil
- 1975-1976: Chris Brouwer
- 1976-1981: Wolter Bos
- 1981-1983: Wim van de Zwart
- 1983-1985: Aad de Held
- 1985-1985 (interim): Jack Lammers
- 1985-1987: Ger Pijl
- 1987-1989: Jack Lammers
- 1989-1992: Wim Tijl
- 1992-1996: Henry van Leeuwen
- 1996-1998: Rene Oomen
- 1998-2002: Eric Teunisse
- 2003-2004: Gerard Heydra
- 2004-2008: Arwin Verburgh
- 2008-2010: Marco Bravenboer
- 2010-2013: Eric Teunisse
- 2013-2016: Danny Mulder
- 2016-2020: Raymond de Romph
- 2020-2022: Jesper Gudde
- 2022-2022 (interim): Tim Stad
- 2022-2024: Joren Tromp
- 2024-2024 (interim): Tim Stad, Roy van de Graaf en Collin Huis in ‘t Veld

## Voorzitters
- ?-1948: Maarten Sprij
- 1948-? : de heer van der Wint
- ?-1956: Ge van de Borden
- 1956-1962: Thijs van Santen
- 1962-1986: Joop van Rij om en om met Jan Barendregt
- 1986-2004: Bram den Hamer, Jan Kooiman, Aad Kortleven jr. Bram den hamer
- 2004-2014: Jan Stijger
- 2014-2015: Jaap Jongejan
- 2015-2017: Jan Stijger
- 2018-2021: Bill Savonije
- 2021-2024: Jan Stijger
- 2024-heden: Wolter van der Graaf

## Teams
| Seizoen | Senioren (zo) | Senioren (za) | Veteranen (zo) | JO23    | MO20 (A-)junioren | JO19 (A-)junioren | JO17 (B-)junioren | MO17 (B-)junioren | JO16 (B-)junioren | JO15 (C-)junioren | JO14 (C-)junioren | JO13 (D-)pupillen | JO12 (D-)pupillen | JO11 (E-)pupillen | JO10 pupillen | JO9 (F-)pupillen | JO8 teams | JO7 teams | G-voetbal | Kwekkertjes (JO6) | Totaal   |
| ------- | ------------- | ------------- | -------------- | ------- | ----------------- | ----------------- | ----------------- | ----------------- | ----------------- | ----------------- | ----------------- | ----------------- | ----------------- | ----------------- | ------------- | ---------------- | --------- | --------- | --------- | ----------------- | -------- |
| 2003/04 | 3 teams       | -             | -              | 1 team  | -                 | 1 team            | 2 teams           | -                 | -                 | 4 teams           | -                 | 6 teams           | -                 | 8 teams           | -             | 9 teams          | -         | -         | 1 team    | -                 | 35 teams |
| 2004/05 | 4 teams       | -             | -              | 1 team  | -                 | 2 teams           | 2 teams           | -                 | -                 | 5 teams           | -                 | 6 teams           | -                 | 8 teams           | -             | 9 teams          | -         | -         | 1 team    | -                 | 38 teams |
| 2005/06 | 5 teams       | -             | -              | 1 team  | -                 | 3 teams           | 3 teams           | -                 | -                 | 6 teams           | -                 | 6 teams           | -                 | 8 teams           | -             | 9 teams          | -         | -         | 1 team    | -                 | 42 teams |
| 2006/07 | 5 teams       | -             | -              | 1 team  | -                 | 4 teams           | 4 teams           | -                 | -                 | 7 teams           | -                 | 7 teams           | -                 | 9 teams           | -             | 9 teams          | -         | -         | 1 team    | -                 | 47 teams |
| 2007/08 | 5 teams       | -             | -              | 1 team  | -                 | 4 teams           | 4 teams           | -                 | -                 | 7 teams           | -                 | 7 teams           | -                 | 9 teams           | -             | 9 teams          | -         | -         | 1 team    | -                 | 47 teams |
| 2008/09 | 6 teams       | -             | -              | 1 team  | -                 | 4 teams           | 5 teams           | -                 | -                 | 8 teams           | -                 | 7 teams           | -                 | 9 teams           | -             | 9 teams          | -         | -         | 1 team    | -                 | 50 teams |
| 2009/10 | 8 teams       | -             | 1 team         | 1 team  | -                 | 4 teams           | 6 teams           | -                 | -                 | 9 teams           | -                 | 9 teams           | -                 | 13 teams          | -             | 9 teams          | -         | -         | 1 team    | -                 | 61 teams |
| 2010/11 | 8 teams       | -             | 1 team         | 1 team  | -                 | 6 teams           | 6 teams           | -                 | -                 | 7 teams           | -                 | 10 teams          | -                 | 9 teams           | -             | 11 teams         | -         | -         | 1 team    | -                 | 60 teams |
| 2011/12 | 9 teams       | -             | 2 teams        | 1 team  | -                 | 4 teams           | 6 teams           | -                 | -                 | 8 teams           | -                 | 9 teams           | -                 | 10 teams          | -             | 12 teams         | -         | -         | 1 team    | 1 team            | 63 teams |
| 2012/13 | 10 teams      | -             | 1 team         | 1 team  | -                 | 5 teams           | 6 teams           | -                 | -                 | 9 teams           | -                 | 7 teams           | -                 | 11 teams          | -             | 13 teams         | -         | -         | 1 team    | 2 teams           | 66 teams |
| 2013/14 | 10 teams      | -             | 1 team         | 1 team  | -                 | 5 teams           | 7 teams           | -                 | -                 | 8 teams           | -                 | 8 teams           | -                 | 13 teams          | -             | 15 teams         | -         | -         | 2 teams   | 4 teams           | 74 teams |
| 2014/15 | 8 teams       | -             | -              | 1 team  | -                 | 5 teams           | 8 teams           | -                 | -                 | 7 teams           | -                 | 8 teams           | -                 | 13 teams          | -             | 14 teams         | -         | -         | 2 teams   | 5 teams           | 71 teams |
| 2015/16 | 8 teams       | -             | -              | 1 team  | -                 | 5 teams           | 7 teams           | -                 | -                 | 7 teams           | -                 | 8 teams           | -                 | 13 teams          | -             | 16 teams         | -         | -         | 2 teams   | 5 teams           | 72 teams |
| 2016/17 | 9 teams       | -             | -              | 1 team  | -                 | 6 teams           | 7 teams           | -                 | -                 | 7 teams           | -                 | 9 teams           | -                 | 13 teams          | -             | 15 teams         | -         | -         | 2 teams   | 5 teams           | 74 teams |
| 2017/18 | 9 teams       | 1 team        | -              | 1 team  | -                 | 5 teams           | 6 teams           | -                 | -                 | 8 teams           | -                 | 6 teams           | -                 | 12 teams          | -             | 6 teams          | 9 teams   | -         | 2 teams   | 5 teams           | 70 teams |
| 2018/19 | 9 teams       | 1 team        | -              | 1 team  | -                 | 4 teams           | 6 teams           | -                 | -                 | 7 teams           | -                 | 7 teams           | -                 | 4 teams           | 6 teams       | 6 teams          | 9 teams   | -         | 2 teams   | 5 teams           | 66 teams |
| 2019/20 | 9 teams       | 2 teams       | -              | 1 team  | -                 | 4 teams           | 5 teams           | -                 | -                 | 5 teams           | -                 | 5 teams           | 3 teams           | 5 teams           | 6 teams       | 5 teams          | 8 teams   | -         | 2 teams   | 5 teams           | 65 teams |
| 2020/21 | 9 teams       | 2 teams       | -              | 1 team  | -                 | 3 teams           | 6 teams           | 1 team            | -                 | 8 teams           | -                 | 3 teams           | 3 teams           | 5 teams           | 5 teams       | 5 teams          | 6 teams   | -         | 2 teams   | 5 teams           | 64 teams |
| 2021/22 | 9 teams       | 3 teams       | -              | 1 team  | -                 | 3 teams           | 6 teams           | 1 team            | -                 | 5 teams           | 2 teams           | 3 teams           | 5 teams           | 5 teams           | 4 teams       | 4 teams          | 4 teams   | 5 teams   | 2 teams   | 5 teams           | 67 teams |
| 2022/23 | 5 teams       | 4 teams       | -              | 1 team  | 1 team            | 5 teams           | 6 teams           | 1 team            | 1 team            | 3 teams           | 2 teams           | 3 team            | 5 teams           | 4 teams           | 5 teams       | 5 teams          | 5 teams   | 5 teams   | 2 teams   | 5 teams           | 66 teams |
| 2023/24 | 5 teams       | 4 teams       | -              | 2 teams | 1 team            | 3 teams           | 5 teams           | 1 team            | 1 team            | 5 teams           | 1 team            | 5 teams           | 5 teams           | 5 teams           | 6 teams       | 6 teams          | 5 teams   | 3 teams   | 2 teams   | 5 teams           | 70 teams |
| 2023/24 | 3 teams       | 4 teams       | -              | 1 teams | -                 | 5 teams           | 3 teams           | 1 team            | 1 team            | 3 teams           | 4 team            | 4 teams           | 6 teams           | 6 teams           | 6 teams       | 4 teams          | 4 teams   | 4 teams   | 2 teams   | 5 teams           | 63 teams |
| 2024/25 | 3 teams       | 4 teams       | -              | 1 teams | -                 | 5 teams           | 3 teams           | 1 team            | 1 team            | 3 teams           | 4 team            | 4 teams           | 6 teams           | 5 teams           | 6 teams       | 4 teams          | 4 teams   | 6 teams   | 2 teams   | 5 teams           | 64 teams |

## Bekende (oud-)spelers
- Koos Boerdam
- Peter Jeup
- Leen Boon
- Ger Pijl
- Jeff Stans
- Daan Smith
- Rick van der Meer
- Bram van Eijk
- Victor Lisa
- Annouk Boshuizen
- Frank van der Slot (e-sporter)
- Kayra Nelemans
- Serano Seymor
- Jada Conijnenberg
- Youri Schoonderwaldt
- Vincent van den Berg

## Samenwerkingsverbanden

### Clubs
VFC werkt op verschillende gebieden samen met andere clubs uit binnen- en buitenland:
- Feyenoord, amateurpartner
- Sparta Rotterdam, internationaal toernooi
- Excelsior Rotterdam, internationaal toernooi
- FC Eindhoven, internationaal toernooi
- KSC Lokeren Oost-Vlaanderen, (uitwisseling) internationaal toernooi
- KV Kortrijk, (uitwisseling) internationaal toernooi
- KV Turnhout, (uitwisseling) internationaal toernooi
- KV Mechelen, internationaal toernooi
- AS Verbroedering Geel, internationaal toernooi
- Stormvogels Haasrode, internationaal toernooi
- Tempo Overijse, internationaal toernooi
- 1. FC Bocholt, internationaal toernooi
- VfL Kommern 1960, internationaal toernooi
- Southampton FC, internationaal toernooi
- Colden Common F.C., (uitwisseling) internationaal toernooi
- AFC Stoneham, internationaal toernooi
- AFC Hiltingbury, internationaal toernooi
- J.F.C. Donside, internationaal toernooi
- ASC Hazebrouck, (uitwisseling) internationaal toernooi
- SC Hazebrouck, internationaal toernooi
- AC Cambrai, internationaal toernooi
- SKP Slovan Moravská Třebová, (uitwisseling) internationaal toernooi

### Stichtingen
VFC werkt samen met de volgende stichtingen:
- Stichting Vlaardingen In Beweging, organisatie Vlaardings schoolvoetbaltoernooi
- Stichting Fonds Schiedam Vlaardingen e.o.
- Stichting Vrienden van Moravská Trebová

## Honkbal
| Elftal    | Klasse        | Kampioen in |
| --------- | ------------- | ----------- |
| Honkbal 1 | Vierde klasse | 1967        |

## Atletiek
- Organisatie Vlaardingse Atletiek wedstrijden in juni 1948[1]

## Hockey
- In 1942 trok D.K.S. (De Kromme Stok), later Pollux, in bij voetbal vereniging VFC.
- In 1953 mocht men van de onderbond geen onderafdeling meer zijn van VFC, daarom vertrok men naar het Shellsportpark "de Vijfsluizen”.

## Trivia
- VFC organiseert elk jaar in samenwerking met 'Stichting Vlaardingen In Beweging' het Vlaardings schoolvoetbaltoernooi.
- VFC organiseert sinds 1973 het internationaal toernooi tijdens het pinkster weekend. Het internationaal toernooi van VFC is hiermee een van de oudste internationale toernooien van Nederland.